# シュヴェリーン城

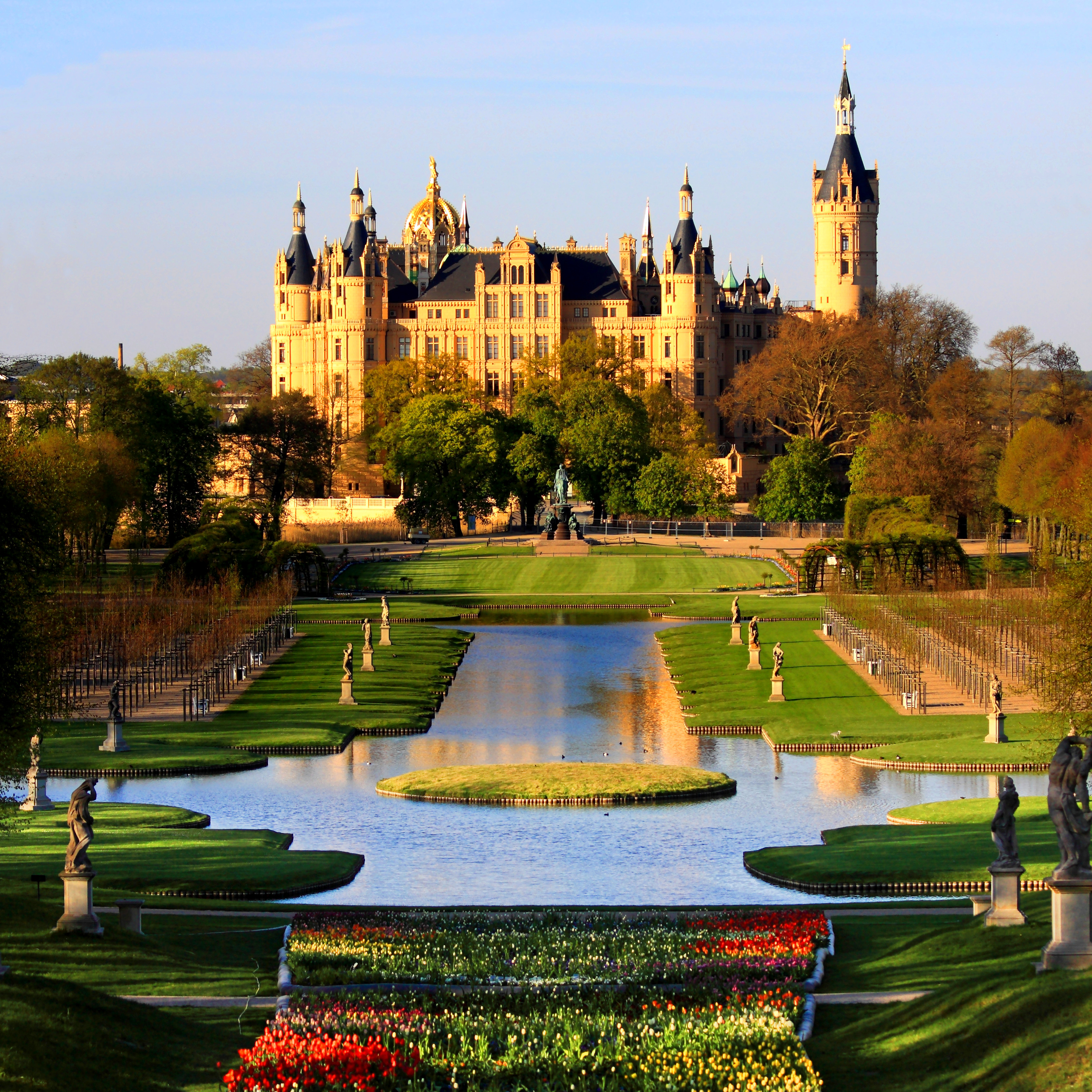
南側からの眺め。2009年に開催された連邦園芸博覧会の様子

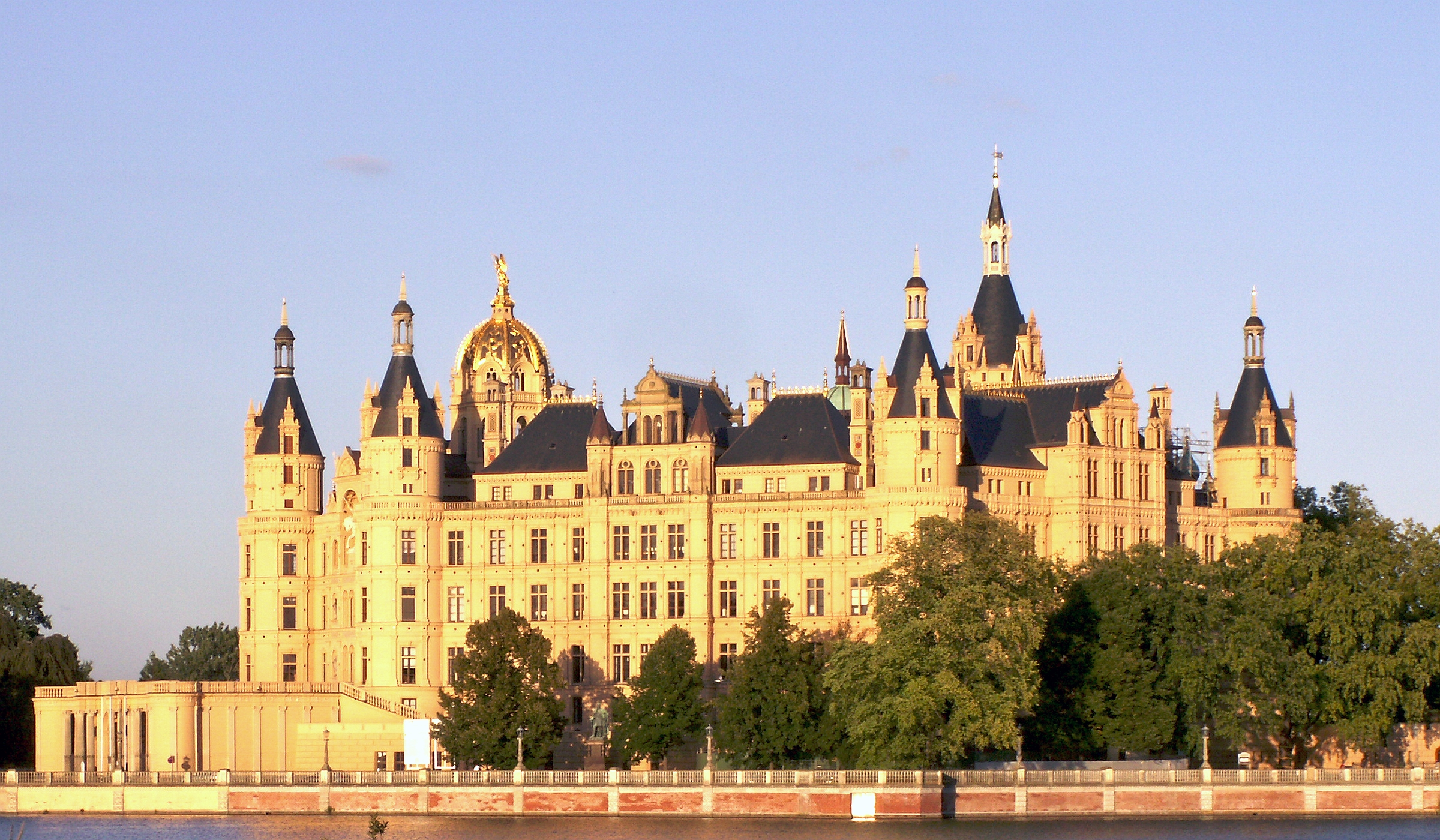
西側からの眺め

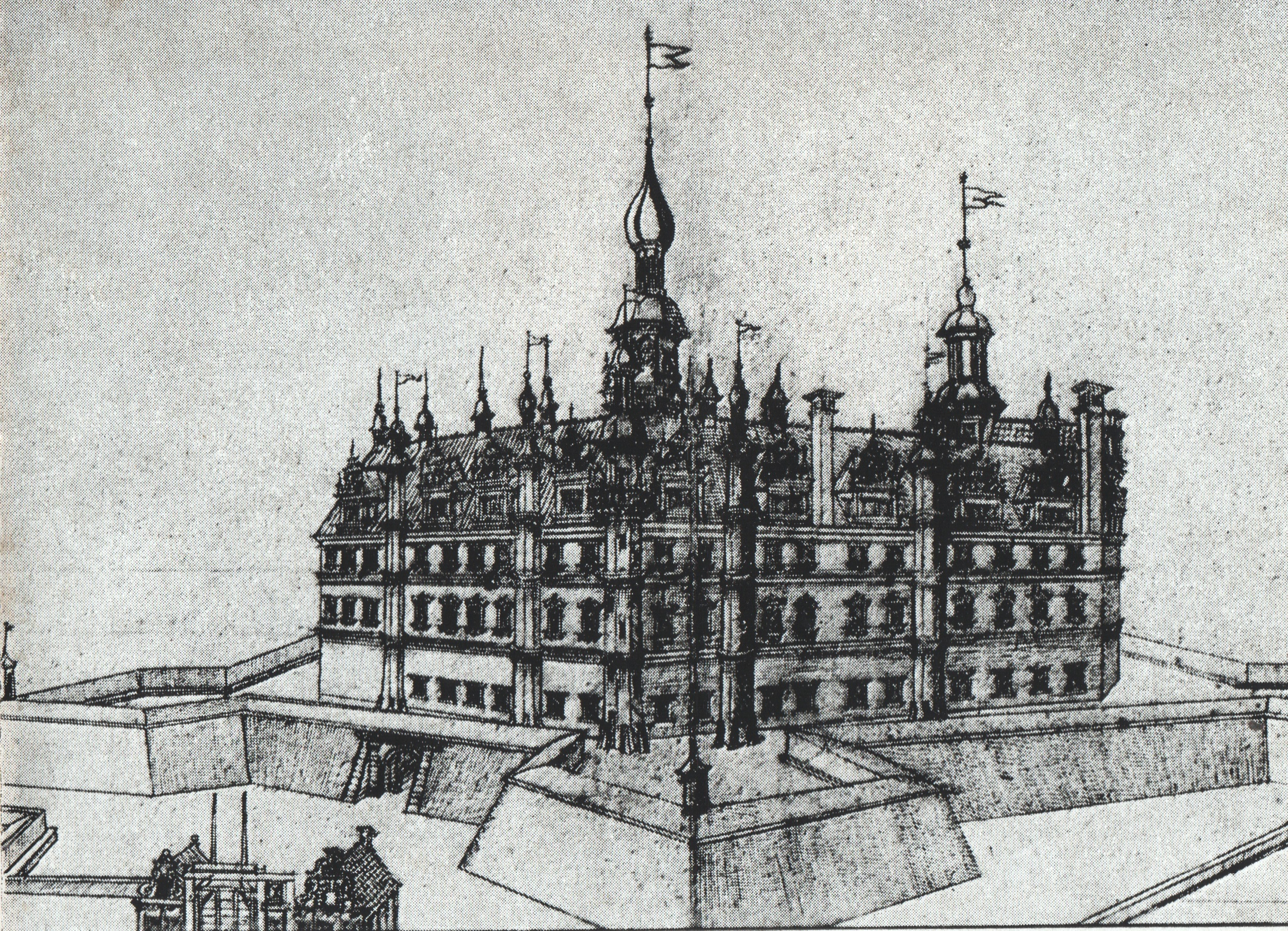
1617年の城と堡塁

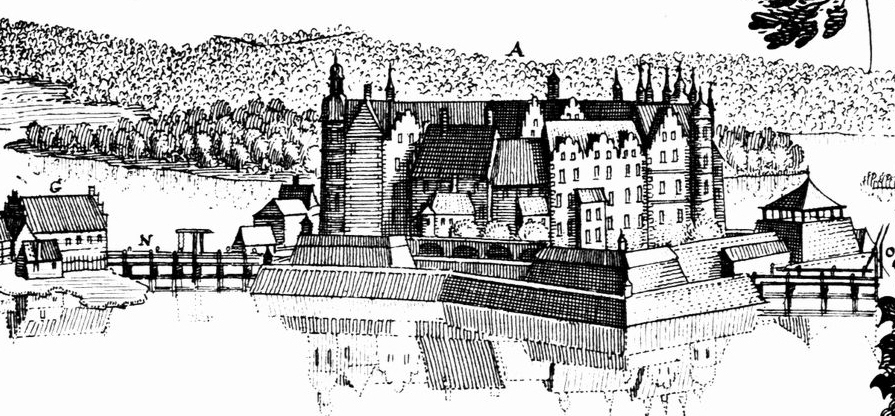
1651年

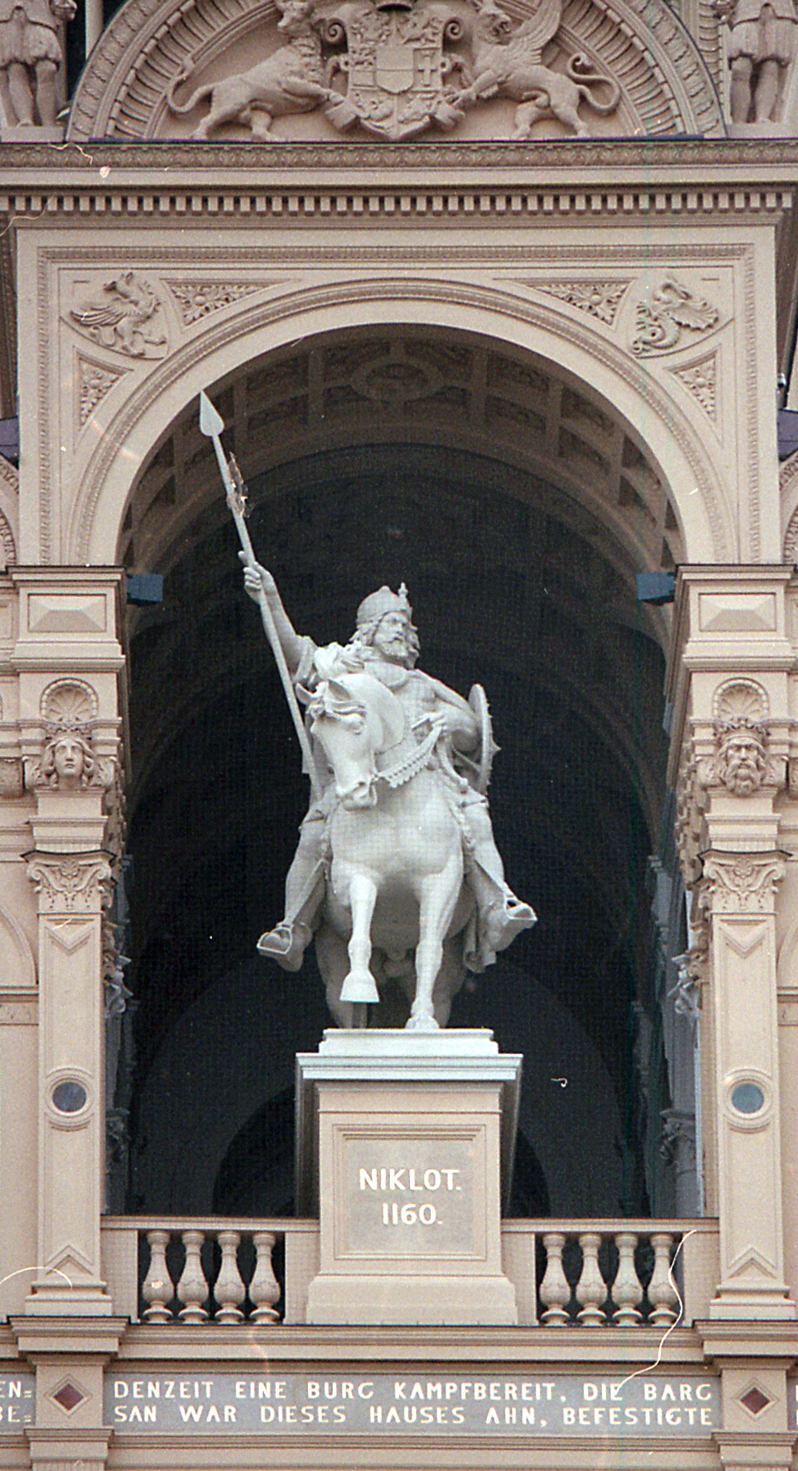
メクレンブルク家の父祖、オボトリート族長ニクロトの像

シュヴェリーン城 (ドイツ語: Schweriner Schloss, ドイツ語発音: [ʃvɛ ʁiːn'])は、ドイツ連邦共和国メクレンブルク＝フォアポンメルン州の州都シュヴェリーンに建てられた壮麗な城である。市内のシュヴェリーン湖（ドイツ語: Schweriner See）にある島の上に建てられている。
別名、「北のノイシュヴァンシュタイン城」（Neuschwanstein des Nordens）や「おとぎ話の城」（Märchenschloss）とも呼ばれる。
現在の宮殿の主要部分は、1845年から1857年にかけて、有名な建築家ゴットフリート・ゼンパー、フリードリヒ・オーギュスト・シュテューラー、Georg Adolf Demmler、Ernst Friedrich Zwirnerの協力のもとに建設された。この城はヨーロッパで最も重要な歴史主義建築作品の1つと考えられ、2015年1月に世界遺産の暫定リストに記載された。
何代にもわたって、メクレンブルク（後のメクレンブルク＝シュヴェリーン）大公・公爵の宮殿であった。今日では、メクレンブルク＝フォアポンメルン州議会の議場となっている。

## 歴史
10世紀
973年には、この場所に砦があったという記録が残っている。シュヴェリーンの大きな湖にある島には、オボトリート人のポラーブ・スラブ部族（en）の砦があった。
12世紀
1160年に、砦はハインリヒ獅子公のリーダーシップのもと、東に向かって領土を拡大することを計画したキリスト教信者のゲルマン人（en）貴族の標的になった。ゲルマン人が優勢であった事から、異教徒の王ニクロトはオボトリート族を率いて砦を破壊した後、この地を去った。しかし、ゲルマン軍は立地の戦略的価値から砦と都市の再建築を開始した。そして同都市は、司教座がおかれた司教座都市となった。
1167年に、ハインリヒは家臣グンツェリン・フォン・ハーゲン（Gunzelin von Hagen）にシュヴェリーン郡を与え、街の周辺の郡は1918年まで血統が公爵として存続するニクロトの遺児プリビスラフにローマ帝国の封土メクレンブルク侯領という形で相続した。
14世紀
1358年、シュヴェリーン郡は1348年に公爵に昇叙されたニクロトの子孫の物となり、その領土はメクレンブルク＝シュヴェリーン公国となった。彼らはすぐにヴィスマール近郊のメクレンブルクからシュヴェリーンに居を移した。この頃は後期ゴシック建築が流行していた頃で、公爵の地位の高まりと繁栄は、象徴となる城を必要とし、要塞住居の建築に変革をもたらした。この頃の司教邸宅（Bischofshaus）は、今もそのまま残っている。
16世紀
メクレンブルク公ヨハン・アルブレヒト1世の時代（1525-1576）になると、要塞は重要な変化に直面した。要塞は宮殿となり、要塞の防御機能は装飾に置き換えられ、快適さが優先された。ルネッサンス期の北ドイツ建築では、テラコッタ（赤レンガ）が大流行しており、シュヴェリーンのテラコッタはリューベックの町から供給された。
1560年から1563年にかけて本館自体を修復した数年後、宮殿の礼拝堂も再建された。この教会は、この国初のプロテスタントの教会になった。
要塞が公爵の邸宅となったことから宮殿とは別に防衛施設が必要とされ、しばらく16世紀半ばに堡塁が北西、南西および南東に建設された。これらの堡塁は数度の改修が行われたが、今日も現存している。
17-18世紀
30年戦争前の1612年にメクレンブルクに雇われた建築家 Ghert Evert Piloot が、ドイツルネッサンス様式で宮殿を完全に再建する計画を立てた。1617年、彼の監督のもとに仕事が始まりまったが、すぐに戦争のために中断された。計画は、1635年から1643年の間に行われた建物正面部など部分的な物となった。
この期間中、教会の近くには木造の建物が建てられ、歴史的な絵画のコレクションが納められた。また、茶室（Teepavillon）も建設された。
公爵の住む宮殿は1756年にルートヴィヒスルスト宮殿に移された。
19世紀
1837年に公爵の住む宮殿をシュヴェリーンに戻したが、建物はややコンデションが悪く、部分的な改修、建築様式が違う建物の混在などから大公に嫌われていた。
大公パウル・フリードリヒは、建築家ゲオルク・アドルフ・デムラー（Georg Adolf Demmler, 1804年 - 1886年）に宮殿の改築を指示した。しかし数ヶ月後、史跡の完全な再建を望んだ後継者であるフリードリッヒ・フランツ2世によって建設が中断された。16世紀と17世紀に建てられた一部の建物だけが残された。
ドレスデンの建築家ゴットフリート・ゼンパー、ベルリンの建築家フリードリヒ・オーギュスト・シュテューラーは、彼らの計画を大公に納得させられなかった。代わりに、デムラーは両方の要素を彼の計画に組み込んだが、フランスルネッサンスの城でインスピレーションを得た。城は建築家カルル・フリードリッヒ・シンケルの生徒の最も賞賛された傑作になった。
彼の後継者であるシュテューラーが再びいくつかの変更を行い、ニクロトの騎馬像等を取り入れた。内装はベルリン出身のHeinrich Strackが担当した。ほとんどの作業はシュヴェリーンとベルリンの職人によって行われた。
20世紀
1913年12月、宮殿の約3分の1が火事によって破壊された。1918年の革命によって大公が退位した時には外面修復のみ完了した。 城は後に博物館となり、1948年に州議会の議場となった。東ドイツは1952年から1981年にかけて、幼稚園教師のための大学としてこの宮殿を使用した。その後1993年まで博物館として利用された。1961年以来、温室（Orangery）は、技術博物館となった。1974年から、一部の改装された客室が美術館として使用された。
1990年代後半から、州議会議事堂としても使われた。それ以来2014年まで、大規模な保存・修復が行われた。
21世紀
2024年7月、「シュヴェリーン城と邸宅群」がユネスコの世界文化遺産に登録された。
映画キングスマン:ゴールデン・サークルなどのロケ地ともなっている。

## 幽霊
宮殿の幽霊ペーターメンヒェン（Petermännchen、小人のペーター）が、城のホールを歩き回っていると伝承されている。この目に見えない小さな生き物は、たった数フィートの背丈であると言われ、17世紀ごろの服の姿で描かれる。気立てのよい守護霊として、泥棒を追い払ったりするが、夜に騒音を鳴らしたり、いたずらもすると言われている。

## ギャラリー

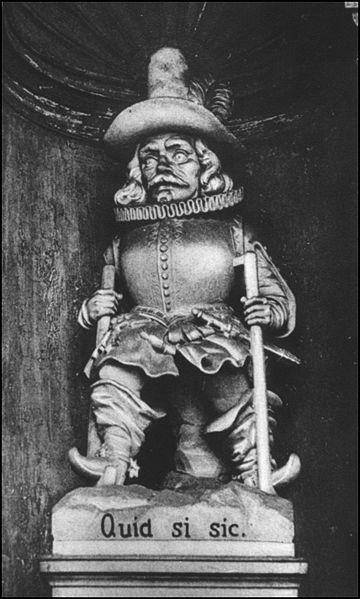
1856年のペーターメンヒェンの像 （シュヴェリーン城、作：Heinrich Petters）
シュヴェリーンの近くの町ピノ（Pinnow）のペーターメンヒェンを取り入れた紋章
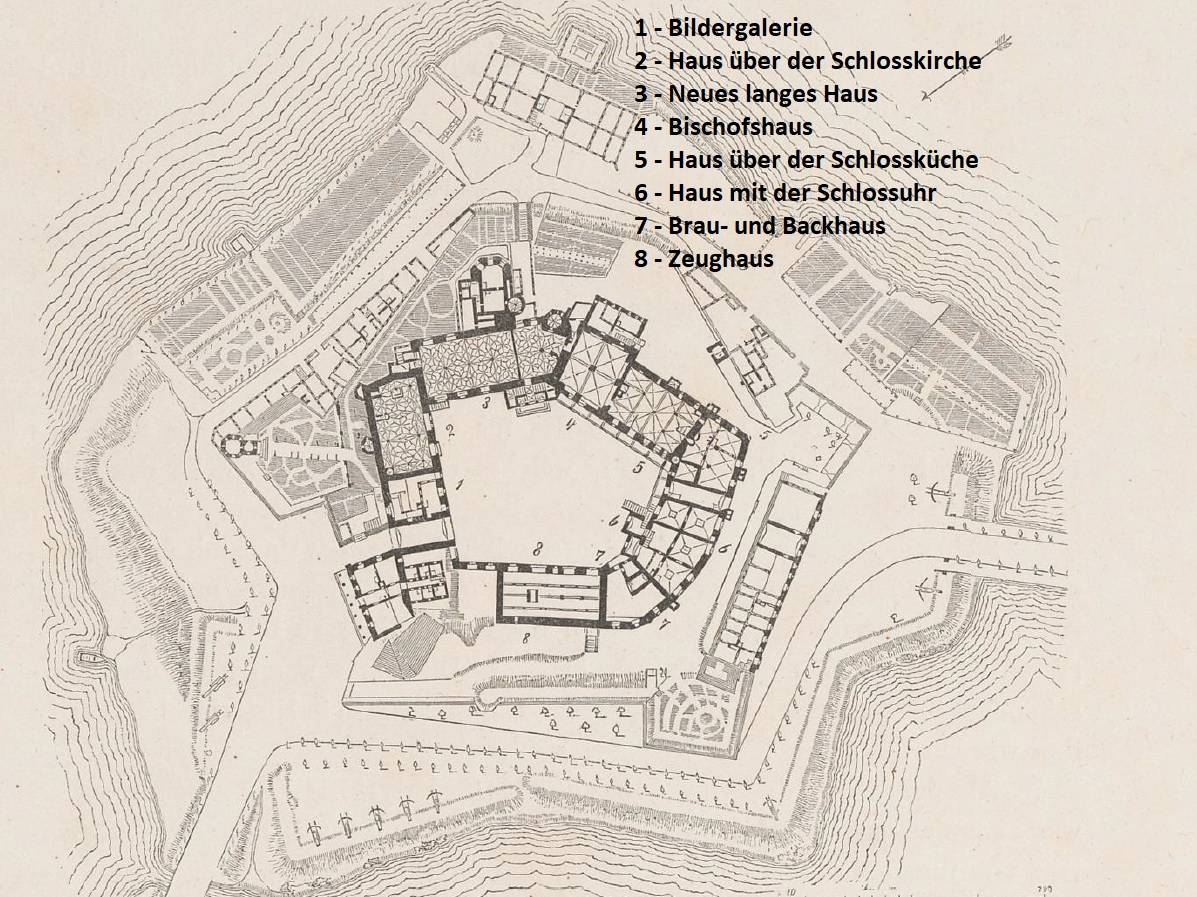
1845年頃の間取り
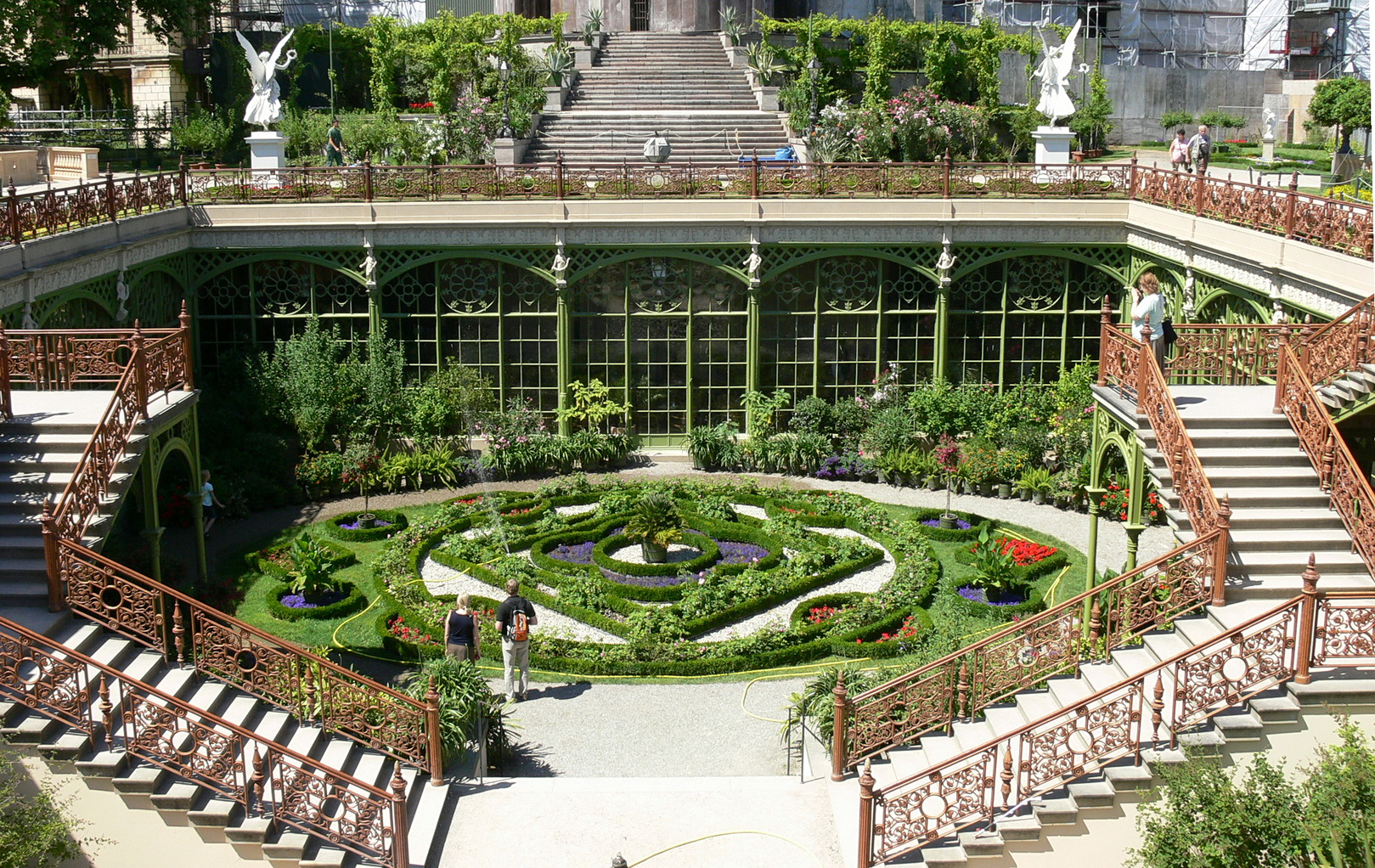
シュヴェリーン城の温室